# Aachener Mäkelei
Die so genannte Aachener Mäkelei ist die historische Bezeichnung für eine Zeit massiven politischen Aufruhrs in der Reichsstadt Aachen, die ihren Höhepunkt ab 1786 hatte und erst durch den Einmarsch der Franzosen im Jahre 1792 beendet wurde. Sie ist vergleichbar mit dem Kölner Klüngel und ähnlichen Situationen in mehr als 30 Reichsstädten und beruht auf Absprachen innerhalb der politisch gleichen Interessengruppen sowie gegenseitigen Verleumdungen, Intrigen und Wahlmanipulationen zwischen alteingesessenen, konservativen Ratsmitgliedern, der später so genannten Alten Partei, und den in der Neuen Partei organisierten Reformkräften, die aber letztlich ebenfalls der Aachener Oberschicht entstammten und ähnlich handelten.
Beide Gruppierungen zeichneten sich dadurch aus, dass Mitglieder ihrer Familien, die oftmals auch miteinander verschwägert waren, teilweise über mehrere Jahrzehnte wichtige Positionen im Rat der Stadt Aachen besetzten und deren Wahl, wie es in einem Ratsprotokoll von 1777 vermerkt wurde, „durch wirkliche Abgaben, Geldesdarbietungen oder gemachte Versprechungen oder durch anderes Blendwerk oder Kunstgriffe ungescheut an Hand genommen, ferner auch in öffentlichen Wein- und Bierschenken die Zusammenkünfte der Zunftglieder oder gar freies Zechen und Zehren wirklich vorbereitet worden war“. Der Historiker Horst Carl interpretiert die Mäkelei als „Ausdrucksform der Agonie überlebter und versteinerter Strukturen, denen die französische Revolution und ihre Folgeerscheinungen in Deutschland den erlösenden Todesstoß versetzten.“

## Vorgeschichte
Seit dem Jahr 1450 regelte der Aachener Gaffelbrief mit seinen jeweiligen Aktualisierungen in den Jahren 1513 und 1681 als Verfassung der Freien Reichsstadt das politische Leben. Er legte unter anderem die Zusammensetzung des Stadtrates, das Wahlrecht aber auch die Rechte, Pflichten und Aufgabengebiete der einzelnen Gremien des Stadtrates fest. Dabei standen sich zu damaliger Zeit, anders als heute, nicht Parteien verschiedener politischer Richtungen, sondern zwei Interessengruppen gegenüber. Diese waren auf der einen Seite die Aristokraten, die sich in der so genannten „Sternzunft“ zusammengeschlossen hatten und sich in der Tradition des karolingischen Erbrates sahen und gemeinsam mit den Patrizier und Gelehrten paktierten, welche mehrheitlich der Bock-, Krämer- oder Werkmeisterzunft angehörten. Ihnen gegenüber standen auf der anderen Seite die verschiedenen Handwerkerzünfte, die sich selbst wiederum in mehr oder weniger bedeutende Einzelzünfte mit entsprechenden Machtansprüchen gliederten.
Dabei achteten die etablierten Zünfte darauf, dass die bedeutendsten Positionen aus ihren eigenen Reihen besetzt wurden, was unter anderem durch die Möglichkeit, mehreren Zünften anzugehören, verstärkt wurde. Darüber hinaus versprachen sich die Mitglieder vor allem der Tuch- und Nadelbetriebe von einem einflussreichen städtischen Amt ein höheres gesellschaftliches Ansehen und Umsetzung ihrer wirtschaftlichen Interessen. So wurde in der Regel einer der Bürgermeister aus dem Kreis der lebenslangen Schöffen gewählt, die selbst durchweg der Adelsschicht angehörten. Der zweite Bürgermeister kam dagegen aus einer anderen, meistens einer gehobenen Zunft und beide wurden dann von Amts wegen verbeamtet. Nach Ende ihrer einjährigen Amtsperiode waren sie als so genannte „abgestandene“ Bürgermeister weiterhin dem Rat zugehörig und konnten sodann ein Jahr später erneut als Bürgermeister gewählt werden, was aber meist nur eine Formsache war und eher einer Ernennung gleichkam. Dadurch kam es häufig vor, dass sich gewisse „Pärchen“ im Amt jährlich gegenseitig ablösten und somit über viele Jahre hinweg die Geschicke der Stadt aus ihrer individuellen Sicht positiv oder negativ beeinflussen konnten. Ebenso wurde mit verschiedenen anderen wichtigen Positionen verfahren und dadurch die gemäß Verfassung verbriefte demokratische Beteiligung vor allem der gewerbetreibenden Zünfte immer mehr unterlaufen. Diese offensichtliche Benachteiligung wurde dadurch noch verstärkt, dass allen Zünften unabhängig von ihrer Mitgliederzahl die gleiche Anzahl Ratsvertreter zustanden, wodurch die elitären Zünfte mit ihren teilweise weniger als 100 Mitgliedern bevorteilt waren gegenüber den verschiedenen Handwerkerzünften, die oftmals mehr als 1000 Mitglieder in ihren Reihen hatten.

## Große Mäkelei 1786
Diese offensichtlichen Mängel in der Gestaltung des Gaffelbriefes waren von Anfang an bekannt. Bereits im ersten Gaffelbrief wurde deshalb vor unlauteren Wahlmanipulationen gewarnt und deren Praktiken erstmals als Mäkelei bezeichnet. Diese Mäkelei beschränkte sich nicht nur auf die Bürgermeisterwahlen eines jeden Jahres, sondern wurden auch im Vorfeld der einige Wochen zuvor durchgeführten Wahlen der Ratsherrenkandidaten innerhalb der Zünfte praktiziert. Ab dem 17. Jahrhundert kam es schließlich in verstärkten Maße zu den beschriebenen Auswüchsen der Mäkelei, nachdem sich Gerlach Maw mit seinem Schwager Nikolaus Fiebus mehrfach als Bürgermeister abgewechselt hatte und bestrebt war, seinen Sohn Mathias Maw und seinen Neffen Balthasar Fiebus, den Jüngeren als Nachfolger zu installieren. Auch Johannes Chorus, Johann Bertram von Wylre und Johann Wilhelm von Olmüssen handelten zwischen 1673 und 1693 nach dem gleichen Prinzip. Obwohl daraufhin die überarbeitete Fassung des Aachener Gaffelbriefs von 1681 diese Methoden sogar unter Strafe stellte, wurden solche Praktiken jedoch nicht weiter nachverfolgt, da alle juristischen und politischen Entscheidungsträger selbst davon profitierten. Mitte des 18. Jahrhunderts strebte dann mit Johann Werner von Broich und Martin Lambert de Lonneux und deren verstärktem Absichern ihrer angestrebten Wiederwahl die Aachener Mäkelei einem ersten Höhepunkt zu. Auch die sich jetzt formierende Neue Partei änderte nichts daran, da sie die gleichen Methoden benutzten.
Die Bezeichnungen Alte und Neue Partei waren in dieser Zeit zu einem feststehenden Begriff geworden, ohne dass ein offizielles Parteiprogramm verabschiedet wurde. Der Alten Partei zugehörig sahen sich solche Personen, die bereits über einen längeren Zeitraum in einem magistratischen Amte standen und dieses mit konservativen und traditionellen Ansichten verteidigten. Zu ihnen zählte neben den zuvor erwähnten Martin Lambert de Lonneux unter anderem Johann Lambert Kahr, Cornelius Chorus, Johann Jakob von Wylre, Heinrich Josef Freiherr von Thimus-Zieverich und im Besonderen Stephan Dominicus Dauven sowie nach der Niederschlagung des Aufstandes 1786 Johann Michaels Kreitz. Dagegen formierten sich in der Neuen Partei schwerpunktmäßig die kapitalkräftigen Kaufleute, zu denen vor allem die Tuch- und Nadelfabrikanten gehörten, die durch den wirtschaftlichen Aufschwung ihrer Industriezweige in den Jahrzehnten zuvor entstanden waren. Namhafte Vertreter waren unter anderem Johann von Wespien, Peter Balthasar Strauch und Martin de Lonneux, Sohn des langjährigen Bürgermeisters Martin Lambert de Lonneux.
Mittels der beschriebenen durchaus verfassungskonformen Praktiken der gegenseitigen Ablösung regierte der Bürgermeister Stephan Dominicus Dauven zwischen 1777 und 1785 fünfmal im Wechsel mit Heinrich Joseph Thimus als Bürgermeister aus den Zünften (Bürgerbürgermeister). Zu derselben Zeit regierte Johann Jakob von Wylre im Wechsel mit Joseph Xaver von Richterich als Schöffenbürgermeister. Obwohl die Schöffenbürgermeister aus der politisch einflussreicheren Schicht der Schöffen stammten, standen sie in diesen Jahren eher im Schatten ihrer stärkeren Kollegen aus den etablierten Zünften.
Mit den jetzt immer weiter eskalierenden Intrigen und Anfeindungen zwischen den Parteien, strebte die Aachener Mäkelei ihrem absoluten Höhepunkt zu, der auch als die Große Makelei von 1786 bezeichnet wird. Stephan Dominicus Dauven, der als Jurist der Werkmeisterzunft (Tuch- und Wollenweber) angehörte und sich als Vermittler in einem Rechtsstreit mit der übergeordneten Vogtei Jülich unter ihrem amtierenden Herzog Karl Theodor einen guten Ruf erworben hatte, musste sich von seinen politischen Gegnern Misswirtschaft und Korruption vorwerfen lassen. Diese Gegner kamen aus den Reihen der Neuen Partei unter der Führung von Martin de Lonneux, ebenfalls Jurist, aus einer alten Patrizierfamilie abstammend und der Sternzunft angehörend, dessen Vater Martin Lambert de Lonneux selbst fast dreißig Jahre im Wechsel mit Jakob Niclas als Bürgermeister die Geschicke Aachens geleitet hatte. Neben Lonneux gehörten dieser Neuen Partei zu jener Zeit noch sein Amtskollege aus dem Schöffenstuhl, Vincenz Philipp Freiherr de Witte de Limminghe sowie zwei weitere Juristen, ein Hotelier und 14 Kaufleute, darunter führende Tuch- und Nadelfabrikaten, an, und gemeinsam strebten sie als konkurrierende Elite endgültig die Macht in Aachen zu übernehmen. Die Neue Partei verfasste schließlich Anfang 1786 gegen Dauven und seinen Stadtrat eine Schrift mit bis zu 80 Beschwerdepunkten, in welchen beispielsweise die desolate Lage der Stadtfinanzen, der Mangel an zweckgebundenen Begründungen und Verbuchungen von Verkaufserlösen städtischen Eigentums, eine unsolide und nicht am Bedarf der Stadt orientierte Steuerpolitik, die Beeinflussungen und Beeinträchtigungen der jährlichen Wahlen, Postenabsprachen und Vetternwirtschaft für Günstlinge und vieles mehr, angeprangert wurden. Diesen Vorwürfen wurde von der Alten Partei vehement widersprochen, da sie nicht begründet seien und angeblich von einer Minderheit stammten.
Diese Spaltung setzte sich bis in alle Zünfte fort, deren interne Wahlen im Mai 1786 bereits von Tumulten, Drohungen und Gewalttaten begleitet waren und im Verlauf derer die Anhänger der Neuen Partei die Stimmenmehrheit erhielten. Dauven, der abgestandene Bürgermeister und Kandidat für die in wenigen Wochen anstehenden Wahlen, wollte den Verlust der Alten Partei nicht wahrhaben und das Ergebnis der Zunftwahlen nicht anerkennen, wurde aber durch ein Plebiszit zunächst zur Anerkennung gezwungen. In den nächsten Wochen bis zur Wahl der Bürgermeister und anderer wichtiger Ämter am 24. Juni eskalierte der Streit und jede Partei versuchte ihre Anhänger durch massive Geldmanipulationen, Versprechungen, Gewaltandrohungen, wochenlange Haft aber auch durch Bürgerfeste und ähnliches gefügig zu machen. Im Zustand der massiven Trunkenheit kam es dabei zu schweren Schlägereien zwischen den einzelnen Gruppierungen. Als dann bei der Bürgermeisterwahl die Alte Partei unter Dauven angeblich eine Mehrheit von 22 Stimmen erhielt, stürmte de Lonneux mit seinen Rebellen das Aachener Rathaus und warf Dauven Wahlbetrug vor. Mitglieder der Neuen Partei warfen die bisherigen Ratsherren der Alten Partei nicht nur aus dem Rathaus, sondern verbannten sie sogar aus der Stadt. Dauven wurde zur endgültigen Abdankung gezwungen und flüchtete zusammen mit dem Schöffenbürgermeister von Wylre nach Burtscheid, von wo aus sie die neuen Beschlüsse der selbst ernannten Regierung annullierten. Es folgten tagelange Straßenkämpfe und Wochen der Anarchie.
Ende Juli 1786 wurde von Wylre per kaiserlichem Dekret, unterzeichnet von Franz de Paula Gundaker von Colloredo, aufgefordert nach Aachen zurückzukehren und die Amtsgeschäfte wieder aufzunehmen. Eine Woche später ging ein ebensolches Dekret bei de Lonneux ein, worin er unter Androhung der Todesstrafe aufgefordert wurde, mit seinen Leuten das Rathaus zu räumen. De Lonneux räumte jedoch keineswegs unverzüglich das Feld, woraufhin weitere kaiserliche Erlasse folgten, welche ebenfalls ignoriert wurden. Erst durch den Einsatz der vom Kaiser beauftragten Truppen des Jülicher Herzogs Karl Theodor am 4. Januar 1787 wurde es möglich, die Anhänger der Neuen Partei endgültig aus dem Rathaus zu vertreiben und Wylre wieder als Bürgermeister einzusetzen.

## Nachwirken
Die kaiserlichen Truppen blieben noch bis 1791 in Aachen stationiert und viele Angehörige sowohl von der Alten als auch von der Neuen Partei wurden zwischenzeitlich vor dem Reichskammergericht in Wetzlar angeklagt und sowohl für ihre zahlreichen politischen und kriminellen Straftaten bestraft als auch von weiteren Wahlen und Ämtern ausgeschlossen. Auch Martin de Lonneux wurde verhaftet und verbüßte bis 1790 eine dreijährige Freiheitsstrafe. Trotzdem blieben in dieser Zeit die jährlichen Wahlen nicht von Attentaten, Manipulationen und Beeinträchtigungen verschont und wurden letztendlich ab 1790 vorerst gänzlich eingestellt. Unter Leitung des Ratsherrn von Dohm versuchte man einen Entwurf zu einem neuen überarbeiteten Gaffelbrief zu erstellen, dem weitere aus der Bürgerschaft wie beispielsweise des Verlegers und Vertreters der Neuen Partei Peter Josef Franz Dautzenberg folgten. Dennoch hielten die Unruhen unvermindert an und wurden von de Lonneux und seinen Anhängern jetzt subversiv weitergeführt, wobei sie auf ein Überschwappen und hiermit auf eine Unterstützung ihrer Ziele durch die zu jener Zeit in Frankreich ausgebrochene Französische Revolution hofften. Erst durch den ersten Einmarsch der Franzosen im Jahr 1792 im Rahmen des Ersten Koalitionskrieges und deren Besetzung des linken Rheinufers sowie die nachfolgende Übernahme des Munizipalitätswesens für das neue Arrondissement d’Aix-la-Chapelle (dt. Aachen) ab 1794 hatte die Aachener Mäkelei ein Ende und diese Phase der politischen Instabilität wurde endgültig beendet. Viele der ehemaligen Protagonisten waren durch den Einsatz von Privatvermögen für ihre Kampagnen und durch anschließende langwierige meist verlorene Gerichtsprozesse finanziell völlig ruiniert worden und nur wenige kamen während der französischen Besatzungszeit noch einmal zu neuen Ämtern. Das Mitglied des Munizipalrates und  später dessen Präsident sowie Maire von Aachen, der Tuchhändler Jakob Friedrich Kolb, von Hause aus Protestant und Mitglied der Freimaurer, stand dabei nach jahrelanger Vetternwirtschaft und Anarchie als Repräsentant für den personellen und politischen Umbruch.